# 川上礼奈
川上 礼奈（かわかみ れな、1995年〈平成7年〉9月16日 - ）は、日本のタレント、カフェプロデューサーであり、女性アイドルグループ・NMB48の元メンバーである。香川県丸亀市出身。愛称は「れなぴょん」。

## 略歴
2010年9月20日、「NMB48オープニングメンバーオーディション」に合格（応募総数7,256名、最終合格者26名）。同年10月9日、『Visit Zooキャンペーン応援プロジェクト AKB48 東京秋祭り supported by NTTぷらら』（於：葛西臨海公園）にてNMB48第1期研究生26名の1人として初お披露目される。
2011年1月1日、大阪市・難波のNMB48劇場にて『NMB48 1期生「誰かのために」』公演が開始されたが、劇場デビューは同月28日と遅かった。同年3月10日、1期生のうち16名がチームNとして活動を開始するが、チームNのメンバーには選ばれず。それから10か月を経た2012年1月26日、吉本興業東京本部においてチームMの結成が発表され、研究生からチームMメンバーに昇格した。
2013年、地元の丸亀市を舞台とした短編映画『MG-2416』（谷口仁則監督）に出演。同年の沖縄国際映画祭や2014年のさぬき映画祭にも出品した。
2016年10月18日、『NMB48 6th Anniversary Live』（於：神戸市・ワールド記念ホール）で発表された「大組閣」と称されたチーム再編により、藤江れいなからチームMのキャプテンを引き継ぐことが発表され、2017年1月24日より新チームMとしての劇場公演を開始した。
2018年10月17日に発売された、山本彩卒業記念シングル「僕だって泣いちゃうよ」でNMB48のシングル表題曲初選抜。発売時点で残ったNMB48の1期生としては最も遅い記録となった。
2019年8月23日、NMB48劇場にてソロ冠ライブ『まだまだ煮込む!? のびる前に召し上がれ!』を開催。このライブでNMB48からの卒業を発表し、同年10月25日にZepp Nambaで『川上礼奈 卒業コンサート〜煮込まれ続けて9年! おいしく召し上がれ!〜』を開催。同10月30日の劇場公演をもってNMB48としての活動を終了した。
2019年11月1日、大西結花が主宰する事務所『ONSプロダクション』に移籍することを自身のツイッターで発表。大西は35年のキャリアで得た経験を次の世代に伝えたいという思いで川上と出会い、事務所を立ち上げたことをブログで明かしている。

## 人物
- キャッチフレーズは「宇宙一かわいいうどんの国のお姫様」[11][17]。自ら“小麦と綺麗な水から生まれた”と語るほどのうどん好きであり[18]、語尾に“うどん”を付けて話すのが特徴[注 2]。本気で“川上うどん”に改名しようとしたことがある[1]。
- 2017年に同じ香川県出身の髙畑裕希（SKE48 チームE）と「うどん社長」を組み、同年の『AKB48グループ ユニットじゃんけん大会2017〜絆は拳から生まれる!〜』（2017年9月24日、日本ガイシホール）に出場。2018年はこの2人に行天優莉奈（AKB48 チーム8/チーム4兼任）と福田朱里（STU48副キャプテン）が加わり、「うどんだけじゃないけん!」として『AKB48グループ 第2回ユニットじゃんけん大会〜空気を読むな、心を読め!〜』（2018年9月23日、片柳アリーナ）に出場した。
- 『NMBとまなぶくん』（関西テレビ）最終出演時、6期生の原かれんを後継者に指名しており、「本当に変な子で、面白くて個性的な子」と評価している[1]。
- 弟が1人いる[19]。
- チームMでも共働した同期メンバーの山岸奈津美とは同じ9月16日生まれで、2人のコンビは「ぴょんなつ」と呼ばれていた[20]。ちなみにNMB48劇場で2人揃っての生誕祭を行ったのは川上と山岸が最初である[注 3]。

## NMB48での参加曲

### シングル選抜楽曲
NMB48
- 「絶滅黒髪少女」に収録
  - 三日月の背中
- 「オーマイガー!」に収録
  - 僕は待ってる
  - 捕食者たちよ - 「紅組」名義
- 「純情U-19」に収録
  - 場当たりGO! - 「アンダーガールズ」名義
- 「ナギイチ」に収録
  - 理不尽ボール - 「アンダーガールズ」名義
- 「ヴァージニティー」に収録
  - ちょっと猫背
- 「北川謙二」に収録
  - 恋愛被害届け - 「紅組」名義
- 「僕らのユリイカ」に収録
  - 野蛮なソフトクリーム - 「紅組」名義
- 「カモネギックス」に収録
  - 思わせ光線 - 「紅組」名義
- 「高嶺の林檎」に収録
  - 水切り - 「紅組」名義
- 「らしくない」に収録
  - 右にしてるリング - 「Team M」名義
- 「Don't look back!」に収録
  - 卒業旅行
  - ハート、叫ぶ。 - 「Team M」名義
- 「ドリアン少年」に収録
  - 僕だけのSecret Time - 「Team M」名義
- 「Must be now」に収録
  - Good-bye, Guitar - 「Team M」名義
- 「甘噛み姫」に収録
  - 恋を急げ - 「Team M」名義
- 「僕はいない」に収録
  - 最後の五尺玉 - 「Team M」名義
- 「僕以外の誰か」に収録
  - 途中下車
  - 恋は災難 - 「Team M」名義
- 「ワロタピーポー」に収録
  - 本当の自分の境界線 - 「Team M」名義
- 「欲望者」に収録
  - 四字熟語ガールズ - 「Team M」名義
- 僕だって泣いちゃうよ
  - True Purpose - 「Team M」名義
- 床の間正座娘
  - 嘘をつく理由 - 「Team M」名義
  - 2番目のドア
- 「母校へ帰れ!」に収録
  - パンパン　パパパン - 「Team M」名義

AKB48
- 「ギンガムチェック」に収録
  - あの日の風鈴 - 「ウェイティングガールズ」名義

### アルバム収録楽曲
NMB48
- 『てっぺんとったんで!』に収録
  - てっぺんとったんで!
  - With my soul - 「Team M」名義
- 『世界の中心は大阪や 〜なんば自治区〜』に収録
  - 夏の催眠術 - 「Team M」名義
- 『難波愛〜今、思うこと〜』に収録
  - 難波愛

AKB48
- 『ここにいたこと』に収録
  - ここにいたこと - 「AKB48+SKE48+SDN48+NMB48」名義
- 『1830m』に収録
  - 青空よ、寂しくないか？ - 「AKB48+SKE48+NMB48+HKT48」名義

### 劇場公演ユニット曲
チームM 1st Stage「アイドルの夜明け」公演（2012年 - 2014年）
- 天国野郎
- 愛しきナターシャ

チームM 2nd Stage「RESET」公演
- 奇跡は間に合わない
- 逆転王子様
- 明日のためにキスを
- 心の端のソファー

チームM 3rd Stage「誰かのために」公演
- ライダー
- 制服が邪魔をする

チームM「アイドルの夜明け」公演（2017年 - 2019年）
- 口移しのチョコレート[9]

## 出演

### 映画
- MG-2416（2013年）[6] - かや 役

### 広告
- 香川県「新・時間旅行物語〜恋するうどん県〜」お遍路篇（2014年）[11][22]

### 雑誌
- タウン情報かがわ「れなぴょんのうどんレシピだピョン♪」（2012年 - ）[23]